# Olga Karasjova
Olga Dmitrijevna Karasjova-Charlova (Russisch: Ольга Дмитриевна Карасёва-Харлова) (Bisjkek, 24 juli 1949) is een voormalig turnster uit de Sovjet-Unie.
Karasjova werd in 1966 en 1970 wereldkampioen in de landenwedstrijd in 1970 won zij tevens de zilveren medaille op vloer. In 1968 werd Karasjova met haar ploeggenoten olympisch kampioen in de landenwedstrijd.

## Resultaten

### Olympische Zomerspelen
| Jaar | Plaats      | Resultaten                                    |
| ---- | ----------- | --------------------------------------------- |
| 1968 | Mexico-stad | landenwedstrijd 7e op de meerkamp 5e op vloer |

### Wereldkampioenschappen
| Jaar | Plaats    | Resultaten                                        |
| ---- | --------- | ------------------------------------------------- |
| 1966 | Dortmund  | landenwedstrijd · 15e individuele meerkamp        |
| 1970 | Ljubljana | landenwedstrijd · vloer · 7e individuele meerkamp |